# Parabriseado
El parabriseado es una expresión usada en mercadotecnia que se refiere a la acción publicitaria de colocar folletos de carácter informativo en el cristal de los automóviles estacionados en la calle. Esta acción o técnica publicitaria aunque parecida al buzoneo, se dirige de una forma más masiva y sin un remitente conocido.
El parabriseado normalmente es utilizado en un radio cercano al comercio publicitado, y su intención es captar rápidamente clientes que tengan una necesidad concreta. El parabriseado al usarse de forma masiva suele tener una efectividad muy leve, pero su facilidad de ejecución hace que sea un tipo de publicidad que se sigue practicando en España.

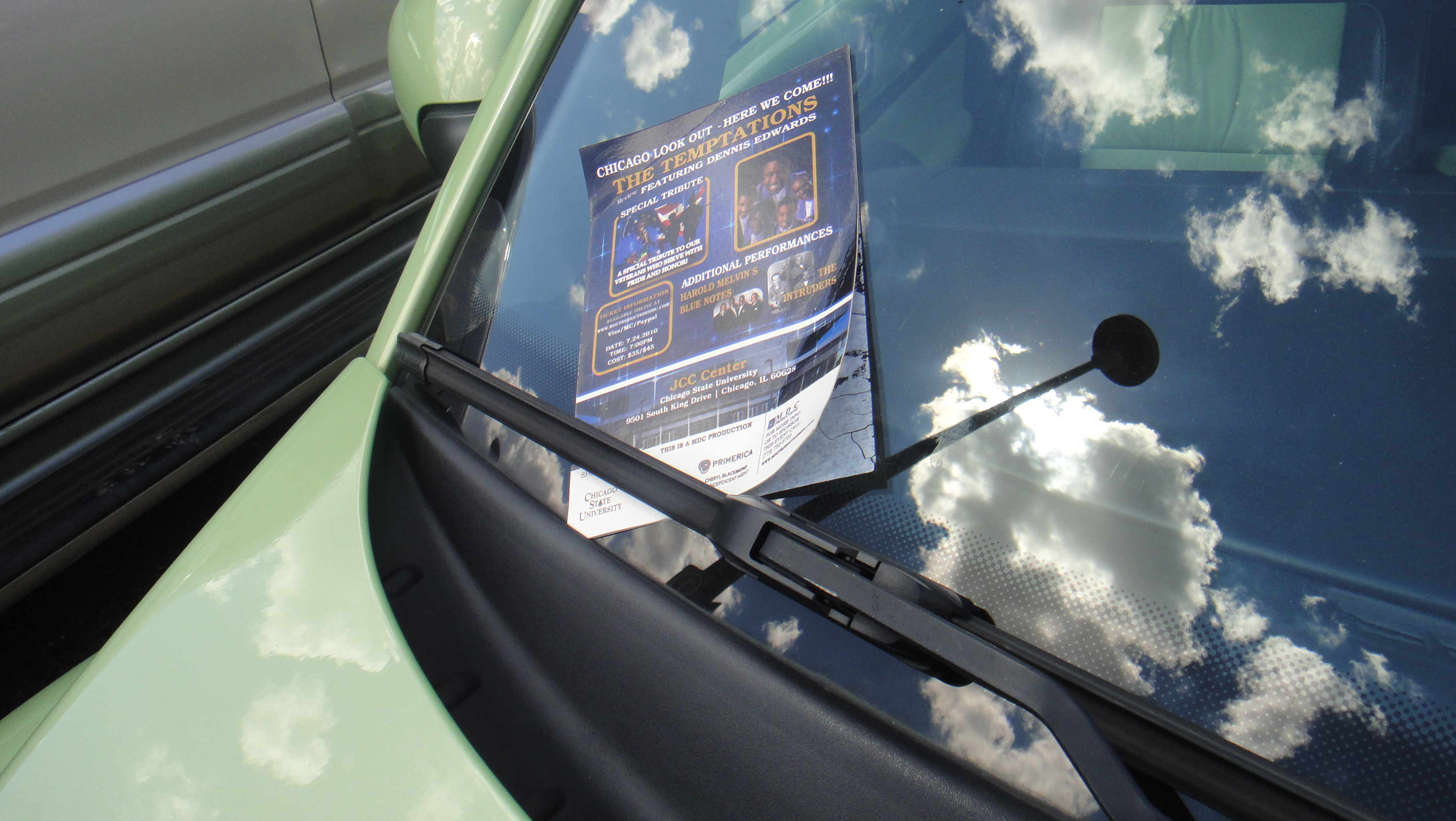
Folleto publicitario en el parabrisas de un automóvil

## Efecto ambiental
Varias asociaciones de ecologistas expresan su preocupación por el impacto que puede suponer el impacto ambiental tanto de la producción del papel e impresión de la publicidad como de que un porcentaje alto de conductores que encuentra un anuncio en su parabrisas acaba tirándolo al suelo. Esta preocupación se ha materializado en los medios de comunicación e incluso en el parlamento europeo se preguntó directamente por el impacto de la publicidad de papel

## Legalidad
La práctica publicitaria del parabriseado como del buzoneo está sometida a legislación mediante ordenanzas locales porque se trata de una acción en la vía pública y por tanto afecta directamente a los vecinos directos de una determinada población. Así pues esta práctica es legal en algunas áreas o poblaciones mientras que si se practica en otras puede acarrear multas o sanciones.

### Privacidad
El parabriseado puede generar problemas de privacidad, tanto por el uso de un soporte publicitario que no pertenece a la empresa encargada de la colocación, como por la intrusión  que puede suponer recibir publicidad sin haberla solicitado. Numerosas asociaciones de consumidores intentan que se legisle en contra de aquellas empresas que hagan uso de este medio publicitario sin permiso del receptor.